# Облога Бельгарда (1793)
Облога Бельгарда розпочалася 23 травня 1793 року і закінчилася 24 червня 1793 року, коли французький гарнізон полковника Буабрюле здав форт де Бельгард іспанської армії під командуванням Антоніо Рікардоса. Заволодіння фортом забезпечило Іспанії контроль над важливим шляхом через Піренеї. Облога відбувалася під час Піренейської війни, яка була одним із етапів Французьких революційних воєн. Форт де Бельгард знаходиться на пагорбі, з якого відкривається вид на прикордонне місто Ле-Пертюс, розташоване в місці проходження сучасної автотраси A9 та автомагістралі A-7.

## Передумови
Король Франції Людовик XIV побудував форт де Бельгард в 1678 за планом, складеним Себаст'єном де Вобаном. Ця потужна кам'яна фортеця захищала гірський перевал Коль-де-Ле-Пертюс, що перетинає Піренеї на висоті 305 метрів. Цей перевал є найважливішим шляхом з Іспанії до Франції у Східних Піренеях. Як зауважував Вобан, «Ніщо не височіє над цим місцем», а сам форт розташований на найвищій точці в цьому районі.
Коли в середині квітня 1793 Іспанія вступила у війну з революційною Францією, генерал-капітан Антоніо Рікардос зіткнувся зі стратегічною проблемою. Оскільки Бельгард займав панівну позицію на головній дорозі до Франції, іспанський командувач був змушений оточити, взяти в облогу та захопити це місце, перш ніж він зміг би використовувати ту дорогу як маршрут постачання для своєї армії. Тому Рікардос перетнув Піренеї в 20 км на південний захід з 4500 солдатами і вийшов до села Сен-Лоран-де-Сердан. У першому зіткненні Піренейської війни іспанці вибили із села 400 французьких захисників. В продовження свого удару з лівого флангу 4 400 солдатів Рікардоса обрушилися на французькі сили біля міста Сере на річці Тек. Французи чисельністю 800 регулярних військ та 1 000 національних гвардійців із 4 гарматами в паніці втекли. Від 100 до 200 французів стали жертвами іспанських рушниць і сталі, а ще близько двох сотень потонули, намагаючись перейти убрід річку. Рікардос відрапортував про поранення лише 17 своїх людей. Під час перших операцій у війні іспанський командувач розмістив загін біля Бельгарда, щоб утримати Буабрюле та його гарнізон від набігів на іспанські конвої постачання.
Захопивши Сере, Рікардос розташував свою армію практично в тилу Бельгарда. Отримавши підкріплення, він просунувся далі на північний схід до околиць Труяса. Тут 7000 іспанських військ зіткнулися з армією Східних Піренеїв під командуванням генерала дивізії Луї-Шарля де Флера. У битві при Ма-Дью 19 травня Рікардос розбив де Флера, при цьому втрати французької армії склали 150 вбитими, 280 пораненими, а також було захоплено три гармати і шість возів із боєприпасами. Іспанці втратили 34 вбитих бійців та невідоме число поранених. Деморалізовані французькі солдати відступили на північ, у столицю департаменту Перпіньян, де збунтувався батальйон національної гвардії, який довелося розформувати. Замість продовження наступу, Рікардос повернувся назад і взяв в облогу Бельгард, через який пролягав його головний шлях постачання до Барселони.

## Облога

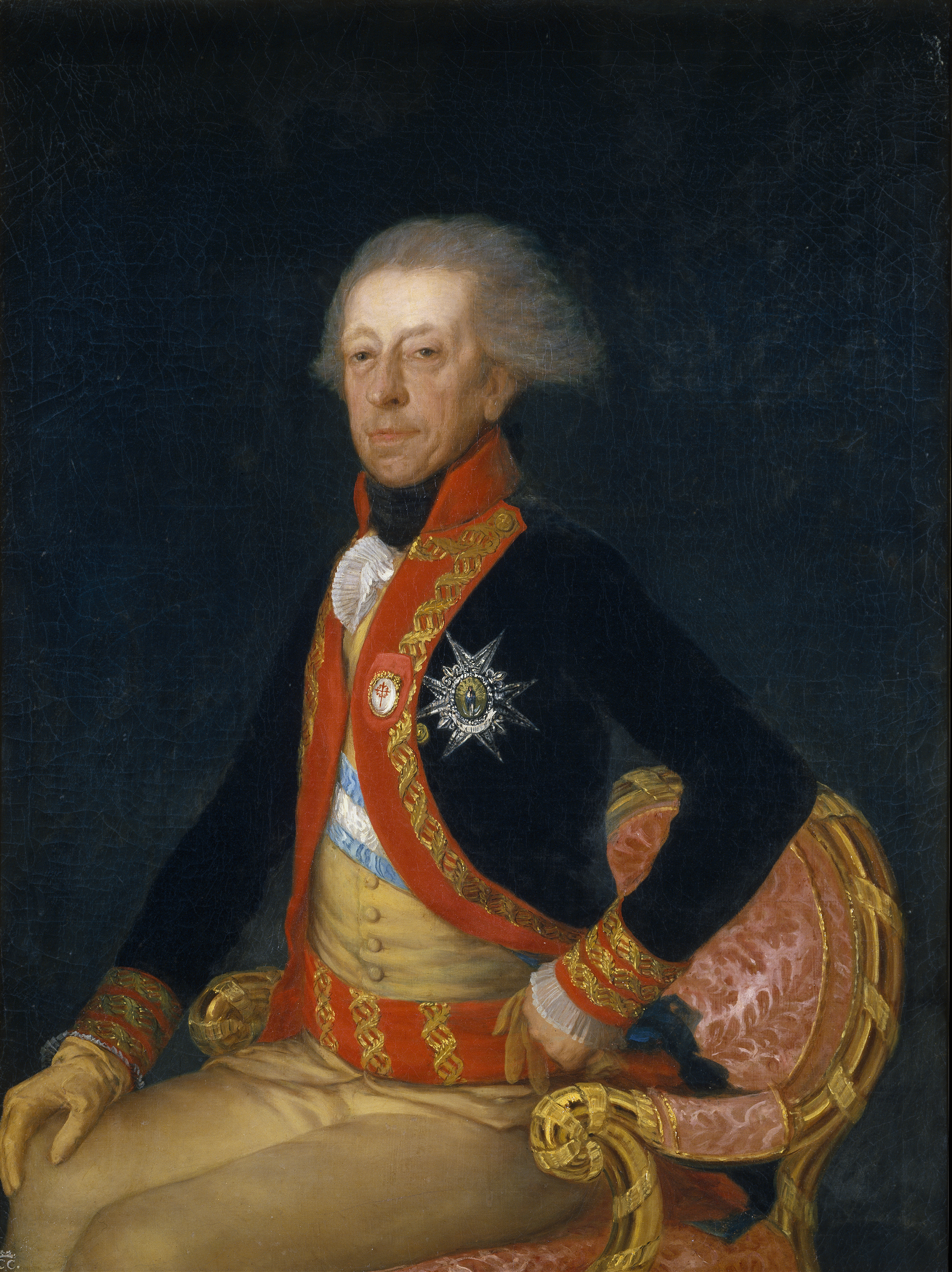
Антоніо Рікардос

Одночасно з облогою Бельгарду іспанський генерал Антоніо Рікардос атакував дві французькі фортеці вздовж річки Тек, стратегічно пов'язані з фортом Бельгард, а саме форт ле Бен в Амелі-ле-Бен-Палальда за 16 км на північний захід і форт де ла Гард в Пратс-де-Молло-ла-Престе за 31 км на захід. Форт ле-Бен був взятий в облогу 23 травня, його гарнізон із 350 осіб здався 3 червня після артилерійського бомбардування. Гарнізон фортеці де ла Гард у складі двохсот чоловік здався 5 червня після перекриття водопостачання.
Облога самого ж Бельгарда та його гарнізону, що складався з 1536 французьких солдатів, розгорнулася 23 травня. До складу вогневої потужності фортеці входило не менш як 41 гармата та 7 мортир. Протягом кількох тижнів іспанська артилерія била по форту, доки не було проламано головну стіну. На той час 42 з 50 французьких гармат артилерії вже були демонтовані. Опинившись перед перспективою штурму при зруйнованому оборонному мурі, Буабрюле офіційно здав Бельгард 24 червня. Солдатів гарнізону, що залишилися, взяли в полон. Під час місячної облоги французи зазнали втрат у 30 убитих, 56 поранених та 1 450 полонених. Втрати іспанців невідомі.

## Наслідки взяття форту
Після взяття форту Бельгард іспанська армія отримала можливість використовувати Коль-де-Ла-Пертюс в якості шляху постачання. Рікардос здійснив наступ на столицю Руссільйона, але зазнав поразки в битві при Перпіньяні 17 липня 1793 року. Французи де Флера зазнали втрат у 800 чоловік із наявних 12 000 солдат. Вони також втратили одну гармату та ще 600 людей дезертували. З 15 000 солдатів іспанці втратили близько тисячі убитими. Де Флер ефективно використав місяць, протягом якого Рікардос був зайнятий облогою форту Бельгард, для навчання своїх молодих новобранців та обгородив Перпіньян польовими укріпленнями. 17 вересня в битві при Пейреторті французи знову відбили напад Рікардоса, але через п'ять днів у битві під Труясом вже іспанці взяли гору над своїми противниками.